# Palmarès des communes du Pavillon bleu 2007
Palmarès des communes du Pavillon Bleu 2007

## France
- Alpes Maritimes : Cap d'Ail, Antibes
- Ardennes : Douzy
- Aude : Narbonne, Port-la-Nouvelle, Leucate, Fleury d’Aude
- Bouches du Rhone : Fos-sur-Mer, Port de Bouc, Cassis
- Charente Maritime : La Rochelle, Saint-Georges-de-Didonne, Meschers-sur-Gironde, Le Grand-Village-Plage, Saint-Trojan-les-Bains, Dolus-d'Oléron, Saint-Denis-d'Oléron
- Corrèze : Neuvic-d'Ussel, Beynat
- Côtes d'or : Arnay-le-Duc, Dijon
- Côtes d'Armor : Saint-Cast-le-Guildo, Trévou-Tréguignec
- Finistère : Fouesnant, Plouescat
- Gard : Le Grau-du-Roi
- Gironde : Carcans, Lacanau, Vendays-Montalivet, Hourtin, Soulac-sur-Mer
- Hautes-Alpes : Eyguians-Saint-Genis, Le Sauze-du-Lac
- Hérault : Frontignan-la Peyrade, Mauguio-Carnon, Sète, La Grande-Motte, Valras-Plage, Portiragnes, Villeneuve-les-Maguelone
- Ille-et-Vilaine : Saint-Lunaire
- Jura : Clairvaux-les-Lacs
- Loire-Atlantique : Pornic, Saint-Brevin-les-Pins, La Turballe, Saint-Michel-Chef-Chef, La Bernerie-en-Retz, Préfailles
- Manche : Agon-Coutainville,  Barneville-Carteret, Les Pieux, Siouville-Hague, Gouville-sur-Mer, Bréhal
- Morbihan : Vannes
- Nord : Gravelines
- Pas-de-Calais : Équihen-Plage
- Pyrénées Orientales : Canet-en-Roussillon, Le Barcarès, Torreilles, Sainte-Marie-la-Mer, Argelès-sur-Mer, Saint-Cyprien
- Seine-Maritime : Le Havre
- Seine-et-Marne : Souppes-sur-Loing
- Somme : Mers-les-Bains, Quend
- Var : Sainte-Maxime, Six-Fours-les-Plages, Le Pradet, La Londe-les-Maures, Hyères les Palmiers, La Croix-Valmer, Saint-Mandrier-sur-Mer, Le Lavandou
- Vendée : Saint-Jean-de-Monts, Saint-Hilaire-de-Riez, La Tranche-sur-Mer, Talmont-Saint-Hilaire, L'Aiguillon-sur-Mer, Jard-sur-Mer, La Barre-de-Monts, Longeville-sur-Mer, Notre-Dame-de-Monts
- La Réunion : Saint-Paul (La Réunion), Saint-Leu (La Réunion)
- TOM : Bora-Bora

## Source
- Pavillon Bleu